# Linke (preußische Nationalversammlung)
Die Fraktion der Linken war in der preußischen Nationalversammlung des Revolutionsjahres 1848 die Vertretung der demokratischen Bewegung. Nach ihrem Treffpunkt wird sie auch als Fraktion Hôtel de Russie bezeichnet.

## Fraktionsbildung
Erster Kristallationspunkt für die Fraktionsbildung war der Protest gegen die demonstrative Eröffnung der Nationalversammlung im Weißen Saal des Berliner Stadtschlosses durch Friedrich Wilhelm IV., der damit die Kontinuität gegenüber dem Vormärz demonstrieren und die revolutionäre Grundlage der Versammlung vergessen machen wollte. Die Kritiker unter den Abgeordneten hatten sich im Hôtel de Russie in der Nähe der Bauakademie versammelt. Der Name des Hotels wurde später auch als Bezeichnung der linken Fraktion verwendet.

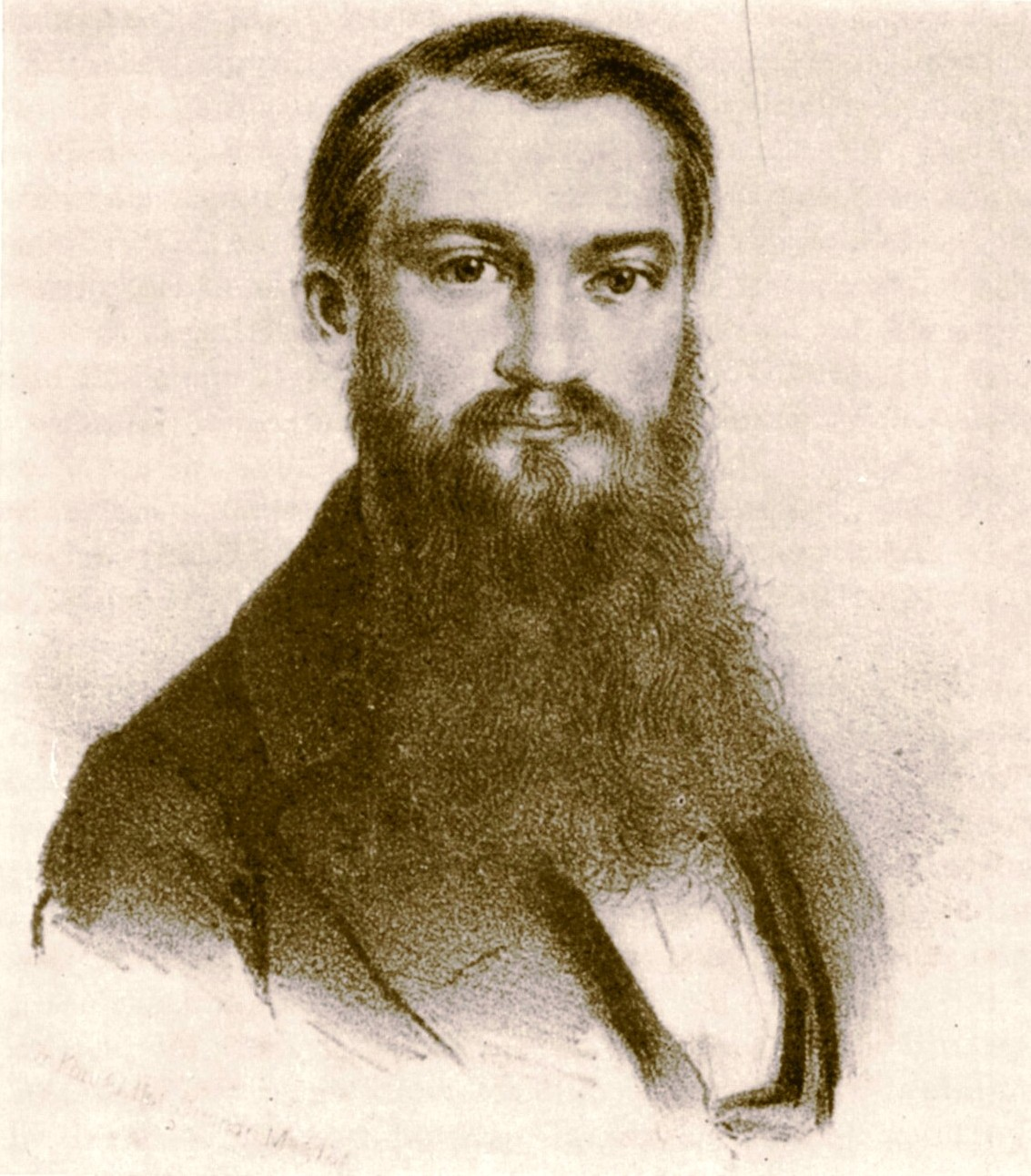
Eduard von Reichenbach

Der ersten Protestgruppe kehrten einige Abgeordnete wieder den Rücken und schlossen sich später anderen Fraktionen an. Zu Beginn bestimmte eine radikale Gruppe um Georg Jung und Eduard von Reichenbach. Von Anfang an bemühte sich die Gruppe um die Gewinnung der polnischen und ländlichen Abgeordneten. Daneben gab es innerhalb der Linken einen gemäßigten Flügel um Julius von Kirchmann und Jodocus Temme. Ein Großteil dieses Flügels trat später der Fraktion Duncker bei. Da Temme und Kirchmann die Aufnahme dort verweigert wurde, nahmen sie mit einigen Anhängern zunächst wieder an den Beratungen der äußersten Linken teil. Kirchmann und einige andere gingen später zur Fraktion Rodbertus über, während Temme und die übrigen Teil der Linken blieben. Dieser schlossen sich im Laufe der Zeit insbesondere Abgeordnete aus ländlichen Regionen an. Die Anhänger gehörten meist einer jüngeren Generation zwischen dreißig und vierzig Jahre an. 
Anfangs noch ungeordnet kam es allmählich zur Verfestigung zu einer regelrechten Fraktion. 
Motor dieses Prozesses war Johann Jacoby, der erst am 6. Juni über eine Nachwahl Parlamentsmitglied geworden war. Neben diesen waren der Junghegelianer Georg Jung, der Arzt Carl d’Ester aus Köln, der Journalist und Gymnasiallehrer Moritz Elsner aus Schlesien, der suspendierte Lehrer Anton Gladbach, der Adelige Eduard von Reichenbach, der Botaniker Christian Gottfried Daniel Nees von Esenbeck, der Schriftsteller Brill, der ehemalige Theologe und Drucker Julius Berends, der Staatsanwalt Temme (der im Verlauf der Beratungen immer radikaler wurde) und verschiedene andere von Bedeutung. Zur Galionsfigur wurde das ehemalige Mitglied des Berliner Obertribunals Benedikt Waldeck.

## Politische Positionen

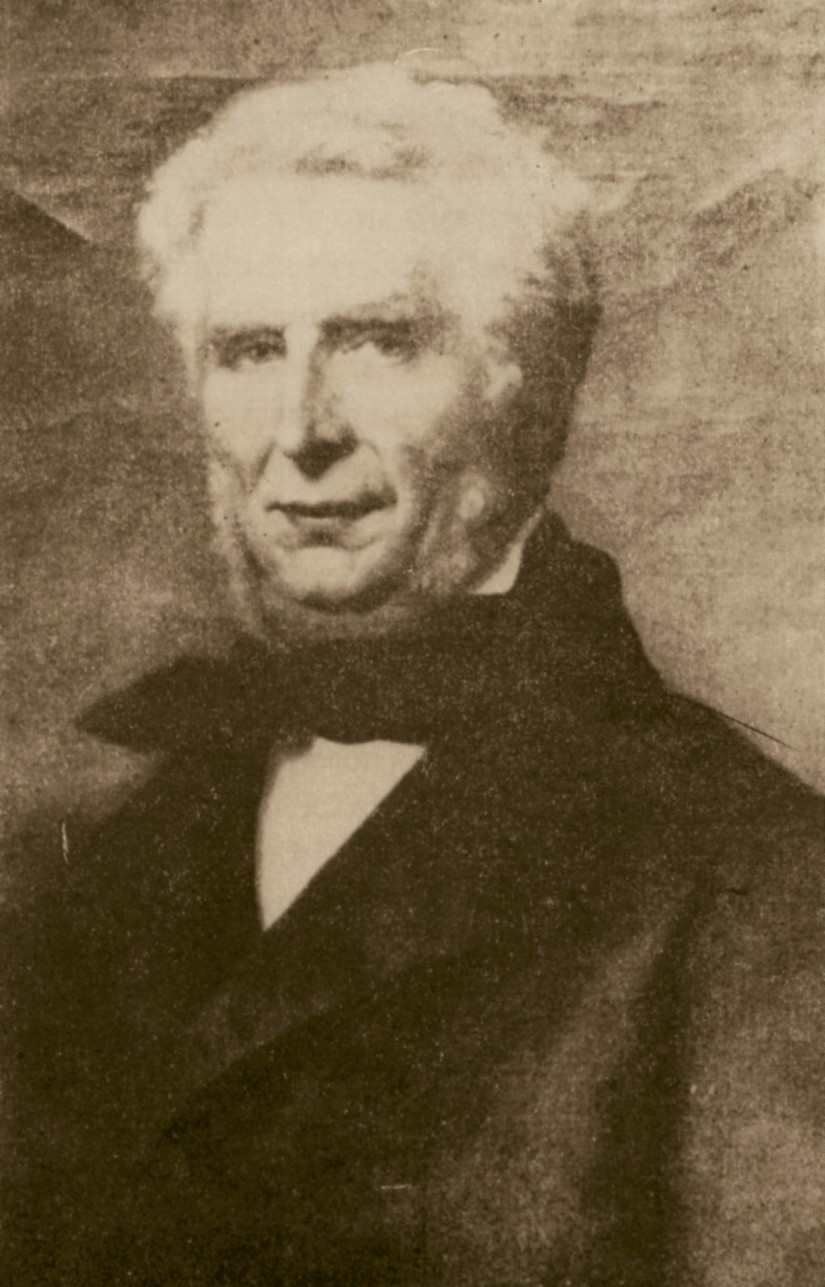
Benedikt Waldeck

Die Linke war sich bei allen Unterschieden über das Prinzip der Volkssouveränität weitgehend einig und sah in der Nationalversammlung die höchste Instanz des Staates, der sich im Zweifel sowohl Regierung wie auch König unterzuordnen hätte. Selbst in der Frage von Kriegserklärungen verlangte die Linke für das Parlament ein Mitspracherecht. Der König sollte letztlich zu einem „ersten Beamten“ des Staates werden. Der größte Teil der Linken wollte zwar eine demokratische Monarchie, nicht aber die Republik. Dabei spielte aber auch die Erkenntnis, dass eine solche Forderung in der Bevölkerung keine Mehrheit hätte, eine Rolle. Im Bereich der Staatsorganisation strebten die Linken eine vollständige Selbstverwaltung und Parlamentarisierung auf allen Ebenen an und wollten die Provinzen abschaffen. Anstatt des stehenden Heeres wollten sie eine Volkswehr einführen. Die Frage der deutschen Einheit spielte nur eine untergeordnete Rolle hinter dem Primat der Demokratisierung. Allerdings sprach sich die Fraktion tendenziell für eine großdeutsche Lösung aus. Daneben gab es einige wie Waldeck und Temme, die eher kleindeutsch dachten. Im Laufe der Zeit verstärkte sich in der linken Fraktion der Gegensatz zur Frankfurter Nationalversammlung. Schließlich setzte sie ganz auf die preußische Karte, weil sie glaubte nur durch Preußen eine Demokratisierung Deutschlands durchsetzen zu können. 

## Zusammensetzung und Strukturen
Im Laufe der Zeit gewann die Linke in der Nationalversammlung immer stärker an Gewicht. Hatten ihr anfangs etwa 30 bis 40 Mitglieder angehört, waren es am Ende 120 bis 130 und damit ein Drittel der Versammlung. Dazu hatten Übertritte aus anderen Fraktionen und eine Reihe von Nachwahlen beigetragen. Selbst von Gegnern wurden trotz fehlenden Fraktionszwangs die Parteidisziplin etwa bei Abstimmungen und Wahlen sowie ihre demonstrative Geschlossenheit gerühmt. Die Linke verfügte über gute Kontakte zur Presse, und über einige Abgeordnete bestimmte sie die Berichterstattung der Zeitschrift „Reform“ entscheidend mit. Obwohl einige ihrer Angehörigen in den politischen Clubs außerhalb des Parlaments aktiv waren, war ihr Einfluss auf die demokratischen Vereine insbesondere in Berlin begrenzt und hat sich später sogar verschlechtert. Ein kleiner Teil der linken Abgeordneten nahm an den Demokratenkongressen teil. Trotz des Gegensatzes zur Frankfurter Versammlung versuchte die Berliner Linke mit den dortigen Linken zu einer Zusammenarbeit zu kommen.